# Seno (anatomía)
Un seno es un saco o cavidad en cualquier órgano o tejido, o una cavidad o pasaje anormal causado por la destrucción de tejido. En el uso común, "senos nasales" generalmente se refiere a los senos paranasales, que son cavidades de aire en los huesos del cráneo, especialmente los que están cerca de la nariz y se conectan a ella. La mayoría de las personas tienen cuatro cavidades pareadas ubicadas en el hueso craneal o el cráneo.

## Etimología
Sinus en latín significa "bahía", "bolsillo", "curva" o " cavidad". En anatomía, el término se utiliza en varios contextos.
La palabra "sinusitis" se usa para indicar que uno o más de los revestimientos de la membrana que se encuentran en las cavidades de los senos paranasales se han inflamado o infectado. Sin embargo, es distinta de una fístula, que es un tracto que conecta dos superficies epiteliales. Si no se trata, las infecciones que ocurren en las cavidades de los senos paranasales pueden afectar el tórax y los pulmones.

## Senos en el cuerpo
- Senos paranasales
  - Maxilar
  - Etmoides
  - Esfenoides
  - Frontal
- Senos venosos durales
  - Línea media anterior
    - Cavernoso
    - Petroso superior
    - Petrosa inferior

  - Surco central
    - Sagital inferior
    - Sagital superior
      - Recto

  - Confluencia de senos
  - Lateral
    - Transverso
    - Sigmoideo

  - Inferior
    - Occipital
- Senos arteriales
  - Seno carotídeo
- Espacios específicos de órganos
  - Receso costodiafragmático (pulmón/seno diafragmático, también conocido como seno frenocostal)
  - Seno renal (drena la médula renal)
  - Seno coronario (subdivisiones del pericardio)
  - Espacios linfáticos
    - Seno subcapsular (espacio entre el ganglio linfático y la cápsula)
    - Senos trabeculares (espacio alrededor de las invaginaciones de la cápsula linfática)
    - Senos medulares (espacio entre la corteza linfática y el drenaje linfático eferente)

## Senos paranasales
Los cuatro senos emparejados o cavidades de aire pueden denominarse:
- Cavidades del seno etmoidal que se encuentran entre los ojos.
- Cavidades de los senos frontales que se pueden encontrar por encima de los ojos (más en la región de la frente).
- Las cavidades del seno maxilar se encuentran a ambos lados de las fosas nasales (áreas de los pómulos).
- Los senos esfenoidales que se encuentran detrás de los ojos y se encuentran en los huecos más profundos del cráneo.

### Función
La función de las cavidades sinusales dentro del hueso craneal (cráneo) no está del todo clara. Las teorías sobre sus posibles funciones incluyen:
- Permiten la resonancia de la voz.
- Ayudan a filtrar y agregar humedad al aire que se inhala a través de las fosas nasales y en la eliminación de partículas no deseadas de las cavidades nasales.
- Aligeran el cráneo y permiten espacio para acomodar el crecimiento.
- Pueden servir como absorción de impactos en caso de traumatismo.

### Sinusitis
Si uno o más de los senos paranasales emparejados o las cavidades de aire se inflaman, se produce una infección llamada sinusitis. El término "sinusitis" significa una inflamación de una o más de las cavidades sinusales. Esta inflamación provoca un aumento de la presión interna dentro de estas áreas. La presión a menudo se experimenta en el área de las mejillas, los ojos, la nariz, en un lado de la cabeza (áreas de las sienes) y puede provocar un fuerte dolor de cabeza.
Al diagnosticar una infección sinusal, se puede identificar en qué cavidad sinusal se encuentra la infección por el término dado a la cavidad. Etmoiditis se refiere a una infección en la(s) cavidad(es) del seno etmoidal, sinusitis frontal se refiere a una infección que ocurre en la(s) cavidad(es) del seno frontal, antritis se refiere a una infección en la cavidad del seno maxilar mientras que esfenoiditis se refiere a una infección de la cavidad sinusal del esfenoides.

#### Clasificación
La sinusitis puede ser aguda, crónica o recurrente.
- Aguda: cualquier infección sinusal que dure un máximo de tres semanas puede denominarse sinusitis aguda; con el individuo afectado que muestra síntomas como congestión, goteo posnasal, halitosis, secreción nasal, así como presión en los senos paranasales y dolor en las áreas afectadas.
- Crónica: esta infección se extiende más allá del período de tres semanas y, si no se trata, puede persistir durante años. Ciertas causas de la sinusitis crónica pueden ser alergias que no se han tratado, infecciones bacterianas o fúngicas dentro de una o más de las cavidades sinusales o cualquier trastorno alérgico que apunte y aumente la sensibilidad de los revestimientos de la membrana mucosa que rodean las cavidades sinusales y las fosas nasales. Los síntomas de la sinusitis crónica son dolores de cabeza debilitantes, mucosidad de color verde, obstrucciones nasales severas o congestión y presión intensa experimentada en las regiones de las mejillas, la frente, las sienes y los ojos.
- Recurrente: este tipo de infección sinusal es intermitente; una persona generalmente experimenta este tipo de infección varias veces durante un año con un período de alivio completo que se experimenta durante semanas o meses en el medio.

#### Causas
Una infección sinusal puede tener varias causas. Las alergias no tratadas son uno de los principales factores que contribuyen al desarrollo de infecciones de los senos paranasales. Una persona con una infección de los senos nasales a menudo tiene congestión nasal con secreciones nasales espesas, fiebre y tos. Los pacientes pueden ser tratados "reduciendo la hinchazón o la inflamación en las fosas nasales y los senos paranasales, eliminando la infección, promoviendo el drenaje de los senos paranasales y manteniendo los senos paranasales abiertos". La sinusitis se puede tratar con medicamentos y también se puede eliminar mediante cirugía.
Otra causa de infecciones de los senos paranasales es el resultado de la invasión bacteriana dentro de una o más de las cavidades de los senos paranasales. Cualquier bacteria que ingrese a las fosas nasales y las cavidades de los senos paranasales a través del aire que se inhala, queda atrapada por la mucosidad secretada por las membranas mucosas que rodean estas áreas. Estas partículas atrapadas pueden causar irritación en estos revestimientos y provocar hinchazón e inflamación. “Las bacterias que normalmente causan sinusitis aguda son Streptococcus pneumoniae, Haemophilus influenzae y Moraxella catarrhalis. Estos microorganismos, junto con Staphylococcus aureus y algunos anaerobios (bacterias que viven sin oxígeno), están involucrados en la sinusitis crónica.” Los hongos también pueden causar sinusitis crónica.
Ciertas anomalías o lesiones relacionadas con traumatismos en la cavidad nasal pueden dificultar el drenaje eficaz de la mucosidad de las cavidades nasales. Luego, se permite que esta mucosidad se desarrolle en estas áreas, lo que convierte a la cavidad en un área ideal en la que las bacterias pueden adherirse y prosperar.

#### Perspectiva de tratamiento
La sinusitis o las infecciones de los senos paranasales generalmente desaparecen si se tratan a tiempo y de manera adecuada. Aparte de las complicaciones, las perspectivas para la sinusitis bacteriana aguda son buenas. Las personas pueden desarrollar sinusitis crónica o tener ataques recurrentes de sinusitis aguda si padecen alergias o si tienen alguna "causa estructural o anatómica" que las predisponga a desarrollar infecciones de los senos paranasales.
Sin embargo, las infecciones virales de los senos paranasales no responden bien a los tratamientos convencionales como los antibióticos. Cuando se trata la sinusitis fúngica, generalmente se administra un fungicida apropiado.